# 窪田美沙
窪田 美沙（くぼた みさ、1994年（平成6年）3月25日 - ）は、京都府出身のアイドル・女優である。女性アイドルグループ「仮面女子」の元メンバーであり、同グループのユニット「アーマーガールズ」の3代目リーダー、並びに派生ユニット「ゲームガールズ」、「ほわいと☆milk」の元メンバー。神谷えりな、黒瀬サラ、水沢まいと共に「パソコン工房」のiiyama PCとのコラボ新アイドルユニット「無限女子 〜powered by 仮面女子〜」としても活動していた。また、楠木まゆや小島夕佳等と共にグループYouTuber「ピンククラッカーズ」のメンバーとしても活動していた。
2019年12月に「仮面女子」を卒業し、同月31日付で所属していたアリスプロジェクトを退所した。
アリスプロジェクト退所後は、女優としてASOBINEXTに所属、現在はライトフィルムに所属し舞台、映像作品出演などの活動を行っている
夫は俳優の上遠野太洸。
2024年12月12日、第1子である男児を出産。

## 人物
中学は吹奏楽部に所属。
高校では、先輩がドラムを演奏している姿にあこがれて軽音楽部に入部した。
大の飛行機とジェットコースター嫌いだったが、飛行機については遠征などで乗ることにより慣れてきたらしい。
上京から2018年頃まで事務所の寮に住んでいた。また、汚部屋アイドルとしてマスメディアやYouTubeなどで取り上げられ、寮の部屋が紹介されることがあった。

## 略歴

### 2013年
- アリスプロジェクト主催のオーディション「アイドル黙示録」のプロモーションビデオを見て、衝撃を受け、その後オーディションを応募し、合格。[9]。
- 6月4日、アリスプロジェクト入所[10]。
- 7月21日、初めて仮面女子カフェP.A.R.M.Sに物販だけ出演[11]。
- 7月29日、アイドルになり遂げると決意し、上京[12]。
- 8月11日、スライムガールズとしてステージデビュー[13]。
- 10月20日、スライムガールズを卒業し、ぱー研!に昇格すると発表[14]。
- 10月27日、ぱー研!としてデビュー[15]。
- 12月10日、当時6人のぱー研!が解散し、全員が新しい仮面女子ユニット「アーマーガールズ」へ昇格することを発表[16]。
- 12月31日、アーマーガールズとしてデビュー[17]。

### 2014年
- 1月12日、京都で成人式に参加[18]。
- 3月6日、派生ユニット「ゲームガールズ」としてステージデビュー[19]。
- 3月25日、初めて仮面女子カフェP.R.A.M.Sで生誕祭を行う[20]。
- 6月8日、派生ユニット「ほわいと☆milk」に加入[21]。

### 2016年
- 3月6日、中国・上海で行われた「CCG MAX2016」にアーマーガールズの一員として出演し、初の海外ライブを成し遂げた[22]。
- 3月24日、First DVD「MIXジュースください!」を発売[23]。同日公開された映画「鬼魔愚零アンダーグラウンド」に出演し、女優としてデビュー[24]。
- 5月27日、坪井杏奈役として主演した、アリスフィルムコレクションの第二弾映画「雨ふって、大地うるおう」が公開[25]。
- 9月23日、Second DVD「まるごと♡みーしゃん」が発売[26]。
- 9月30日、アリスフィルムコレクション以外で初めて主演した映画「ベースメント」が公開[27]。

### 2017年
- 12月13日　パソコン工房　iiyama PCコラボアイドルユニット「無限女子 〜powered by 仮面女子〜」に就任

### 2019年
- 12月7日、この日を最後に仮面女子を卒業。卒業後は女優に転身[5]。

### 2022年
- 9月17日、ぴゅあふる・アリス十番の元メンバーでアリスプロジェクトの運営会社クリーブラッツのマネージャーを務めた月村麗華の『退社式』（会場：浅草公会堂）に、「仮面女子☆OG」の一人として出演[28][29]。

### 2024年
- 7月20日、俳優の上遠野太洸との結婚を発表。第1子を妊娠していることも併せて報告した[3][30]。

## 出演

### 映画
- 鬼魔愚零アンダーグラウンド（2016年3月24日公開、アリスプロジェクト）[31] - 真由美 役
- 雨ふって、大地うるおう（2016年5月27日公開、アリスプロジェクト）[32] - 坪井杏奈 役
- スカートギャング（2016年6月18日公開、アリスプロジェクト）[33] - ユーコ 役
- ベースメント（2016年9月30日公開、MARCOT）[27][34] - 七瀬星来 役
- 満腹探偵クウコ（2016年10月13日、アリスプロジェクト）[35] - 舞子 役
- サマータイムエンジェル（2016年11月27日、アリスプロジェクト）[36] - 主演・サマータイムエンジェル（広野比呂） 役
- Candle For Minority（2017年2月2日、アリスプロジェクト）[37] - 美波 役
- 冬の糸（2017年6月27日、アリスプロジェクト）[38] - 主演・横山舞子
- 放課後戦記（2018年4月7日公開、アイエス・フィールド）[39] - 求邑知歌 役
- ホームレス～遥の憂鬱で華麗なる日々～（2018年6月28日、アリスプロジェクト）[40] - 桜川美鈴
- 雨（2019年2月7日、アリスプロジェクト）[41] - 主演・サクラ/アリサ
- スリーアウト！-プレイボール篇-（2019年6月22日、ココロヲ・動かす・映画社○）[42]
- 僕のなかのブラウニー（2025年1月3日、夢何生）[43]

### 舞台
- 午前5時47分の時計台（2018年10月5日 - 8日、光が丘IMAホール）[44]
- 桃太郎 〜芥川龍之介ver.〜（2024年6月12日 - 16日、六行会ホール）[45]

### バラエティ
- 磨けよ乙女ッ!〜Shining Magic〜（2014年5月2日・5月23日・6月28日・8月12日、TOKYO MX2）[46]
- さんま岡村の「オトコってバカね〜!」SP（2014年9月29日、日本テレビ）[47]
- アイドルがオススメ!人気の海外ドラマゆる～いプレゼンショー!Live from Roppongi（2014年12月26日、日本テレビ/ニコニコ動画）[48]
- 100万円モバイルシャーロック（2015年2月6日、NOTTV3）[49]
- やりきり!仮面女子天下取るなら、イッちゃって（2015年4月3日 - 12月25日、不定期出演、TOKYO MX）[50]
- ガサ入れ!仮面女子（2016年2月20日 - 3月25日、不定期出演、TOKYO MX）[51]
- 柴田くんのBダッシュゲーム道（2016年8月25日・9月8日、テレビ東京）[52]

### ラジオ
- OTTAVA Bravo Brass　ブラバンピープル集まれ！オザワ部長のLet’s吹奏楽部（2018年5月19日など、コンテンポラリー・クラシック・ステーションOTTAVA）[53]

## 作品

### 映像作品
- MIXジュースください！（2016年3月24日、イーネット・フロンティア）[23]
- まるごと♡みーしゃん（2016年9月25日、スパイスビジュアル）[26]